# Fugida a Egipte (Van Herp)
Fugida a Egipte és una obra del pintor flamenc Willem van Herp, pintada al fresc entre 1674 i 1676. Es troba a la Capella Santa de la Basílica de l'Asunció de Nostra Senyora de Lekeitio al País Basc.
Representa el passatge de la fugida a Egipte de la Sagrada Família. Es creu que Willem van Herp va ser alumne de Peter Paul Rubens. Generalment va treballar escenes religioses. Malgrat que el seu treball es va centrar a la seua ciutat natal, Anvers, també va exportar diverses obres a Espanya, realitzades per encàrrec.